# Thomas Grey, 2:e markis av Dorset
Thomas Grey, 2:e markis av Dorset, född den 22 juni 1477, död den 10 oktober 1530, var en engelsk ädling. Han var son till Thomas Grey, 1:e markis av Dorset och far till Henry Grey, 1:e hertig av Suffolk.
Dorset, som var en av de mest lysande hovmännen i Henrik VIII:s närmaste omgivning, ledde 1512 det misslyckade försöket att återta Guienne samt användes, trots att han var militäriskt oduglig, som nominell chef för flera andra av kungens krigsföretag.